# Pic del Cogull
El Pic del Cogull és una muntanya de 1.262,1 metres dins del municipi de Llimiana al Pallars Jussà.
És un dels contraforts septentrionals del Montsec de Rúbies, al sud-est de Llimiana. Queda a ponent de l'ermita romànica de Sant Salvador del Bosc.